# Doug Rogers
Alfred Harold Douglas Rogers (26. ledna 1941 – 20. července 2020) byl kanadský zápasník – judista, stříbrný olympijský medailista z roku 1964.

## Sportovní kariéra
Narodil se do rodiny reverenda a od dětství byl s rodiči na cestách po celé Kanadě. S judem začal v St. Catharines v 16 letech v místním spolku YMCA. V roce 1960 ve druhém ročníku studia na McGillově univerzitě v Montréalu se rozhodl odcestovat do Japonska osobně poznat japonskou kulturu, která ho od puberty fascinovala. Skoro čtyři roky chodil z města do města, z klubu do klubu. Užíval si svobody, zdokonaloval svá bojová umění, japonský jazyk a jako protislužbu poskytoval hodiny angličtiny.
Kanadský tisk si ho poprvé všiml v říjnu 1963, když na japonském mezinárodním sportovním týdnu (Tokyo International Sports Week) prohrál až na základě verdiktu sudích zápas s domácí hvězdou Masašige Šigemacuem. Kanadský olympijský výbor mu nato domluvil přípravu na olympijské hry v Tokiu v roce 1964 u renomovaného japonského učitele (senseie) Masahika Kimury v dódžó univerzity Takudai (Takushoku Daigaku). Jeho přípravu u Masahika Kimury zaznamenal v dokumentu "Judoka" režisér Josef Reeve (1965). Na olympijských hrách v Tokiu startoval v těžké váze nad 80 kg. Bez větších potíží postoupil ze základní skupiny přímo do semifinále, ve kterém porazil na základě verdiktu sudích (hantei) Sověta Parnaoze Čikviladzeho. Ve finále podobně zremizoval zápas s domácím Isao Inokumou a po prohře na hantei získal stříbrnou olympijskou medaili.
V roce 1965 se vrátil do Kanady splnit si další sen stát se pilotem dopravního letadla. Usadil se ve Vancouveru, kde v roce 1968 ukončil sportovní kariéru s pilotní licencí. V roce 1972 se však připravil a startoval na olympijských hrách v Mnichově. V těžké váze nad 95 kg ho ve čtvrtfinále před časovým limitem na ippon vyřadil Francouz Jean-Claude Brondani. Po týdnu se mu v kategorii bez rozdílu vah stal v úvodním kole osudným opět Jean-Claude Brondani, se kterým napodruhé vydržel na tatami celých 6 minut. Francouz ho zároveň svým postupem do finálového kola vytáhl do opravného pavouku, ze kterého postoupil do boje o třetí místo proti mladému Angelo Parisimu ze Spojeného království. Vyrovnaný zápas prohrál na body a obsadil dělené 5. místo.

## Výsledky v judu

### Váhové kategorie
| Turnaj                  | 1964       | 1965       | 1966       | 1967       | 1968       | 1969       | 1970       | 1971       | 1972       |
| Turnaj                  | 23         | 24         | 25         | 26         | 27         | 28         | 29         | 30         | 31         |
| Turnaj                  | těžká váha | těžká váha | těžká váha | těžká váha | těžká váha | těžká váha | těžká váha | těžká váha | těžká váha |
| ----------------------- | ---------- | ---------- | ---------- | ---------- | ---------- | ---------- | ---------- | ---------- | ---------- |
| Olympijské hry          | 2.         |            |            |            |            |            |            |            | úř.        |
| Mistrovství světa       |            | 3.         |            | 7.         |            | —          |            | —          |            |
| Panamerické hry         |            |            |            | 2.         |            |            |            |            |            |
| Panamerické mistrovství |            | —          |            |            | —          |            | —          |            | —          |

### Bez rozdílu vah
| Turnaj                  | 1964 | 1965 | 1966 | 1967 | 1968 | 1969 | 1970 | 1971 | 1972 |
| Turnaj                  | 23   | 24   | 25   | 26   | 27   | 28   | 29   | 30   | 31   |
| ----------------------- | ---- | ---- | ---- | ---- | ---- | ---- | ---- | ---- | ---- |
| Olympijské hry          | —    |      |      |      |      |      |      |      | 5.   |
| Mistrovství světa       |      | úč.  |      | —    |      | —    |      | —    |      |
| Panamerické hry         |      |      |      | 1.   |      |      |      |      |      |
| Panamerické mistrovství |      | 1.   |      |      | —    |      | —    |      | —    |